# Ayşegül Akdemir Şahin
Ayşegül Akdemir Şahin (* 23. Mai 1979 in Istanbul) ist eine türkische Schauspielerin.

## Biografie
Şahin wurde am 23. Mai 1979 in Istanbul geboren. Sie studierte an der Marmara-Universität. Danach setzte sie ihr Studium am Müjdat Gezen Sanat Merkezi fort. Ihr Debüt gab sie 2006 in der Fernsehserie Bebeğim. Von 2008 bis 2010 bekam sie in Çok Güzel Hareketler Bunlar eine Hauptrolle. Anschließend trat sie 2009 in dem Film Neşeli Hayat auf. Außerdem wurde Şahin 2010 für den  Film Çok Filim Hareketler Bunlar gecastet. Zwischen 2013 und 2016 setzte sie ihre Karriere in der Güldür Güldür Show fort. Zudem heiratete sie 2014 Gökhan Şahin. 2018 spielte Şahin in der Serie Bir Zamanlar Çukurova mit.

## Filmografie
Filme
- 2009: Neşeli Hayat
- 2010: Çok Filim Hareketler Bunlar

Serien
- 2006: Bebeğim
- 2008–2010: Çok Güzel Hareketler Bunlar
- 2012: Acayip Hikayeler
- 2013–2016: Güldür Güldür Show
- 2018: Bir Zamanlar Çukurova